# William Coldstream
William Menzies Coldstream (Northumberland, 28 de febrero de 1908 - Londres, 18 de febrero de 1987) fue un pintor realista y un profesor de pintura británico. 
Nació en el condado de Northumberland y pronto se trasladó a Londres, donde creció y estudió en la Slade School of Art del University College de Londres. Allí conoció a Nancy Sharp, con quien se casó. Coldstream fue en 1937 uno de los cofundadores (junto a Graham Bell y a otros artistas) de la Euston Road School. Cuando estalló la Segunda Guerra Mundial se alistó en la Royal Artillery. En 1943 comenzó a pintar temas bélicos durante su estancia en Egipto e Italia.
En noviembre de 1945 fue profesor visitante en el Camberwell College of Arts de la University of the Arts de Londres. En 1949 regresó a la Slade School como profesor de Bellas Artes. Bajo su dirección, la Slade adquirió fama internacional por su excelencia. Entre sus alumnos extranjeros en la Slade School estuvo la portuguesa Paula Rego. En 1952 recibió la Orden del Imperio Británico. Entre 1958 y 1971 fue presidente del National Advisory Council on Art Education, institución que publicó su primer informe en 1961 (conocido como el Coldstream Report) acerca de los requisitos del nuevo título en Arte y Diseño.
Presidió el British Film Institute entre 1964 y 1971 (Coldstream había trabajado en los años 30 con el documentalista John Grierson en la GPO Film Unit). Se jubiló de la Slade School en 1975 y continuó pintando hasta 1984, cuando su salud declinó gravemente. Murió en el Royal Homeopathic Hospital de Londres el 18 de febrero de 1987.

## Obra
La fuente de inspiración de Coldstream fue siempre la vida y la realidad. Pintaba del natural con mucho cuidado por reflejar las medidas y proporciones exactas. Su afán metódico y perfeccionista le llevaba a trabajar lentamente. Entre sus temas favoritos, estaban las naturalezas muertas, los paisajes (especialmente los arquitectónicos), retratos y desnudos femeninos.
En la Tate Gallery se conservan varias de sus obras.